# Tettiellona basilewskyi
Tettiellona basilewskyi är en insektsart som beskrevs av Günther, K. 1979. Tettiellona basilewskyi ingår i släktet Tettiellona och familjen torngräshoppor. Inga underarter finns listade i Catalogue of Life.